# Love Can't Wait (álbum)
Love Can't Wait (em português:  Amor Não Pode Esperar) é o primeiro álbum da cantora de freestyle Lil Suzy, lançado em 18 de Novembro de 1991 pela Warlock Records. O álbum contém dois singles, sendo o primeiro single, "Take Me in Your Arms" o single de maior sucesso, alcançando a posição #67 na Billboard Hot 100. O segundo single, "Falling in Love", não entrou em nenhuma parada musical.

## Faixas
| N.º | Título                  | Duração |  |
| 1.  | "Children of the World" | 3:37    |  |
| 2.  | "Love Can't Wait"       | 4:05    |  |
| 3.  | "True Love"             | 4:13    |  |
| 4.  | "Sweet September Love"  | 4:03    |  |
| 5.  | "Falling in Love"       | 3:53    |  |
| 6.  | "Honestly in Love"      | 4:10    |  |
| 7.  | "Take Me in Your Arms"  | 4:10    |  |
| 8.  | "Prove Your Love"       | 3:50    |  |

## Desempenho nas paradas musicais
Singles - Billboard
| Ano  | Single                 | Parada musical    | Posição |
| ---- | ---------------------- | ----------------- | ------- |
| 1992 | "Take Me in Your Arms" | Billboard Hot 100 | 67      |